# Auburntown
Auburntown es un pueblo ubicado en el condado de Cannon en el estado estadounidense de Tennessee. En el Censo de 2010 tenía una población de 269 habitantes y una densidad poblacional de 182,53 personas por km².

## Geografía
Auburntown se encuentra ubicado en las coordenadas 35°57′10″N 86°5′36″O / 35.95278, -86.09333. Según la Oficina del Censo de los Estados Unidos, Auburntown tiene una superficie total de 1.47 km², de la cual 1.47 km² corresponden a tierra firme y (0%) 0 km² es agua.

## Demografía
Según el censo de 2010, había 269 personas residiendo en Auburntown. La densidad de población era de 182,53 hab./km². De los 269 habitantes, Auburntown estaba compuesto por el 93.68% blancos, el 1.86% eran afroamericanos, el 0% eran amerindios, el 0.37% eran asiáticos, el 0.74% eran isleños del Pacífico, el 2.6% eran de otras razas y el 0.74% pertenecían a dos o más razas. Del total de la población el 3.35% eran hispanos o latinos de cualquier raza.